# Anderson County, Tennessee
Anderson County är ett administrativt område i delstaten Tennessee, USA, med 75 129 invånare. Den administrativa huvudorten (county seat) är Clinton. Countyt har fått sitt namn efter politikern Joseph Anderson.

## Geografi
Enligt United States Census Bureau har countyt en total area på 893 km². 874 km² av den arean är land och 19 km² är vatten. 

### Angränsande countyn
- Campbell County - norr
- Union County - nordost
- Knox County - sydost
- Roane County - sydväst
- Morgan County - väster
- Scott County - nordväst